# Турецьке сільське поселення
Туре́цьке сільське поселення — колишнє муніципальне утворення в складі Балезінського району Удмуртії, Росія. Адміністративний центр — село Турецьке.
Розформоване 30 травня 2021 року законом Удмуртської Республіки за 17 травня 2021 року № 49-РЗ через переформування муніципального району на муніципальний округ.
Населення — 489 осіб (2015; 511 в 2012, 530 в 2010).
До складу поселення входять такі населені пункти:
| Населений пункт         | Населення, осіб (2010) | Населення, осіб (2012) |
| ----------------------- | ---------------------- | ---------------------- |
| Великий Унтем, присілок | 169                    | 163                    |
| Турецьке, село          | 361                    | 348                    |

В поселенні діють школа та садочок (Турецьке), бібліотека, 2 клуби, 2 фельдшерсько-акушерських пункти. Серед підприємств працюють ТОВ «Микольське», КФГ «Чумбер'яг», Турецьке і Горлинське родовища нафти.